# Lieja-Bastoña-Lieja 1955
La Lieja-Bastogne-Lieja 1955 fue la 41.ª edición de la clásica ciclista Lieja-Bastoña-Lieja. La carrera se disputó el domingo 1 de mayo de 1955, sobre un recorrido de 238 km. El vencedor final fue el belga Stan Ockers (Elvé-Peugeot) que se impuso a su compañero de fuga, el también belga Raymond Impanis (Elve-Peugeot). Su compatriota Jean Brankart (Elvé-Peugeot) completó el podio. 

## Clasificación final
| Posición | Ciclista         | Equipo            | Tiempo   |
| -------- | ---------------- | ----------------- | -------- |
| 1        | Stan Ockers      | Elvé-Peugeot      | 6h50'58" |
| 2        | Raymond Impanis  | Elvé-Peugeot      | s.t.     |
| 3        | Jean Brankart    | Elvé-Peugeot      | a 44"    |
| 4        | Emiel Van Cauter | Elvé-Peugeot      | s.t.     |
| 5        | Jan Adriaensens  | Terrot-Hutchinson | a 1'12"  |
| 6        | Ernest Heyvaert  | -                 | s.t.     |
| 7        | Marcel Ernzer    | Terrot-Hutchinson | a 1'40"  |
| 8        | Jozef Schils     | -                 | s.t.     |
| 9        | Pierre Molinéris | Alcyon-Dunlop     | a 4'07"  |
| 10       | Alfred Krebs     | -                 | s.t.     |